# Болтірік
Болтірі́к (каз. Бөлтірік) — село у складі Шуського району Жамбильської області Казахстану. Входить до складу Дулатського сільського округу.
До 1993 року село називалось імені Андреєва. 2019 року до складу села було включено сусіднє село Актасти.
Населення — 644 особи (2021; 334 у 2009, 612 у 1999, 383 у 1989).